# Josep Cantó i Prats
Josep Cantó i Prats (Palafrugell, Baix Empordà, 1890 - 22 de juliol de 1960) fou un pianista i compositor de sardanes.
Va compondre una quinzena de sardanes entre les quals destaca El cant del cucut (1952). Fou professor de piano a Girona. Entre els seus alumnes hi havia Narcís Costa i Horts. Va escriure la nadala a dues veus Ha nascut un Jesuset en una establia.